# 27978 Lubosluka
27978 Lubosluka è un asteroide della fascia principale. Scoperto nel 1997, presenta un'orbita caratterizzata da un semiasse maggiore pari a 2,6298542 UA e da un'eccentricità di 0,1379631, inclinata di 1,45643° rispetto all'eclittica.